# Xavier (prénom)
Pour les articles homonymes, voir Xavier.
Xavier est un prénom masculin, du basque etcheberri qui signifie maison neuve.

## Étymologie
C'est le nom d'une ville de Navarre, Javier, dans laquelle naquit saint François Xavier, missionnaire catholique du XVIe siècle.
Tout comme Chantal, c'est un nom de famille devenu prénom après la canonisation de saint François Xavier en 1622 (promulgation de la bulle en 1623). Ce prénom se prononce [gzavje] ou [ksavje].
Après diverses transformations vocaliques, Etxeberri est devenu Jaberri, qui a donné Xabi ou Xabier en basque, Javier en espagnol, Xavier en portugais, catalan, français et anglais et Xavie ou Zavàe en poitevin .
On trouve les formes féminines Xavière et Xavièra.
C'est un prénom qui a commencé à se répandre au XVIIIe siècle dans les pays européens et catholiques. En France, il a commencé à se vulgariser au milieu du XXe siècle et c'est vers 1975 qu'il a connu le plus de succès. Depuis, il est devenu un prénom classique.

## Variantes
- français : Xavier
- gallo : Zavier
- espagnol : Javier
- italien : Saverio
- allemand : Xaver
- Japonais :ザビエ
- basque : Xabi / Xabier
- catalan : Xavi / Xavier
- corse : Saveriu
- polonais : Ksawery / (désuet) Xawery

- Diminutif français : Xav

- Forme composée fréquente : François-Xavier

- Forme féminine française : Xavière

## Xavier comme nom de personne ou prénom

### Saint
- saint François Xavier († 1552), apôtre des Indes (fête le 3 décembre).

### Prénom
- Pour l'ensemble des articles sur les personnes portant ce prénom, consulter :
  - la liste des articles dont le titre commence par ce prénom
  - les listes produites par Wikidata : Liste des personnes de prénom « Xavier » — même liste en incluant les éventuels prénoms composés qui contiennent « Xavier ».
- Xavier Beauvois : comédien et réalisateur français
- Xavier Bertrand : homme politique français
- Xavier Couture : dirigeant et producteur de télévision français
- Xavier Cugat : jazzman espagnol
- Xavier de Langlais, peintre et écrivain breton français
- Xavier de Maistre : écrivain savoisien français
- Xavier de Rosnay : musicien français
- Xavier de Moulins : journaliste et écrivain français
- Xavier Darcos : homme politique français
- Xavier Dolan : comédien et réalisateur québécois
- Xavier Deluc : comédien français
- Xavier Durringer : dramaturge et réalisateur français
- Xavier Dupont de Ligonnès
- Xavier Emmanuelli : médecin et homme politique français
- Xavier Gélin : comédien et réalisateur français
- Xavier Giannoli : réalisateur français
- Xavier Legrand : comédien, réalisateur et scénariste français
- Xavier Maniguet : médecin-colonel français, aventurier de Greenpeace
- Xavier Niel : homme d'affaires français
- Xavier Popelier : président du Limoges CSP (basket, France)
- Xavier Rudd : musicien et chanteur australien
- Xavier Samuel : comédien australien

## Source
- Le livre de nos prénoms, Jean-Marc de Foville  (ISBN 2010117190)